# Tipula (Schummelia) schrankiana
Tipula (Schummelia) schrankiana is een tweevleugelige uit de familie langpootmuggen (Tipulidae). De soort komt voor in het Oriëntaals gebied.